# أشمان دهغاه (كياشهر)
أشمان دهغاه (بالفارسية: اشمان دهگاه) هي قرية تقع في إيران في قسم کیاشهر الريفي. يقدر عدد سكانها بـ 309 نسمة بحسب إحصاء 2016.